# Oreolalax chuanbeiensis
Espèce
Statut de conservation UICN

 EN B1ab(iii) : En danger
Oreolalax chuanbeiensis est une espèce d'amphibiens de la famille des Megophryidae.

## Répartition
Cette espèce est endémique du Nord de la province du Sichuan en République populaire de Chine. Elle se rencontre entre 1 300 et 2 000 m d'altitude dans les xians de Mao et de Pingwu,.

## Publication originale
- Tian, 1983 : A new species of Oreolalax - O. chuanbeiensis.Acta Herpetologica Sinica, New Series, Chengdu, vol. 2, no 4, p. 59-62.